# خافيير ألفاريز (ملحن)
خافيير ألفاريز (بالإسبانية: Javier Álvarez Fuentes)‏ هو معلم موسيقى وملحن مكسيكي، ولد في 8 مايو 1956 في مدينة مكسيكو في المكسيك.

## وصلات خارجية
- خافيير ألفاريز على موقع IMDb (الإنجليزية)
- خافيير ألفاريز على موقع ميوزك برينز (الإنجليزية)
- خافيير ألفاريز على موقع أول ميوزيك (الإنجليزية)
- خافيير ألفاريز على موقع ديسكوغز (الإنجليزية)
- خافيير ألفاريز على موقع ديسكوغز (الإنجليزية)
- خافيير ألفاريز على موقع قاعدة بيانات الفيلم (الإنجليزية)